# Touch (album, Amerie)
Touch je druhé řadové album americké r&b zpěvačky Amerie. Album obsahuje i velmi úspěšnou píseň 1 Thing, kterou Amerie nazpívala společně s Eve. Deska získala i nominaci na prestižní cenu Grammy Awards a to v kategorii nejlepší r&b album

## Seznam písní
1. 1 Thing - 4:01
2. All I Need - 3:09
3. Touch - 3:38
4. Not The Only One - 3:46
5. Like It Used To Be - 3:39
6. Talkin' About - 4:19
7. Come With Me - 3:34
8. Rolling Down My Face - 3:34
9. Can We Go (feat. Carl Thomas) - 3:29
10. Just Like Me - 3:46
11. Falling - 4:58
12. 1 Thing (remix feat. Eve) - 4:18
13. Why Don't We Fall In Love (Richcraft remix) - 3:36
14. Man Up (feat. Nas) - 3:41

## Umístění ve světě
| Hitparáda      | Umístění |
| -------------- | -------- |
| USA            | 5        |
| Austrálie      | 57       |
| Francie        | 59       |
| Švýcarsko      | 83       |
| Velká Británie | 28       |